# СК „Тича“
Вижте пояснителната страница за други значения на Тича.
СК Тѝча е български футболен отбор от Варна, съществувал самостоятелно в периода 1913/1914 – 1945. До Втората световна война клубът е един от грандовете в България. Шампион на страната през 1938 г.

## История
Спортен клуб „Тича“ е основан на 3 март 1913 г. като Ученическо Туристическо дружество „Галата“ или 24 май 1914 г., когато „Река Тича“ се обединява със „Спортист“.
В края на 1915 г. „Тича“ участва в първия международен футболен мач, провел се в България. Съперник на „тичанци“ е 21-ви Померански полк – отбор, съставен от германски офицери, подофицери и войници. Срещата завършва 4:4, а съставът на варненци е: Марин Джумалиев, Ставри Флорев, Манол Фишфишев, Добри Добрев, Стефан Тончев, Тодор Лефтеров, Никола Ницов, Давид Леви, Иван Мирски, Боян Бянов и Гочо Недков. По това време Ницов пръв превежда футболния правилник от английски на български език. На 21 януари 1919 г. отборът е преименуван на „Тича“.
През 1925 г. тимът е поканен на традиционния и много силен великденски турнир Купа на Букурещ. Надпреварата се провежда от 19 до 21 април. На полуфинала „тичанци“ елиминират с 4:3 домакините от „Трикольор“ (Букурещ) с голове на Никола Люцканов, Андрей Иванов, Щерю Савов и Йордан Заяков. На финала варненци са още по-убедителни – 3:0 срещу „Спортул“ и влизат в историята като първия български футболен клуб, спечелил международен трофей. Във финалната среща се разписват Йордан Заяков и Иван Найденов – Найденката, а играч на „Спортул“ си вкарва автогол.
През 30-те години „Тича“ сформира изключително силен състав. В тима са интегрирани Гарабед Гарабедов, Вили Петков, Панайот Розов, Атанас Аврамов – Кафето, Георги Радев – Калфата, Владимир Пинзов, Стефан Калъчев, Оник Харипян и Иван Сарайдаров, един от най-класните вратари в страната до Втората световна война. „Тичанци“ стават вицешампиони на България в два последователни сезона – 1935 и 1936. На финала на шампионата през 1935 г. те губят с 0:4 от Спортклуб (София), след като още във 2-рата минута вратарят Сарайдаров се контузва. Тогава по правилник смените не са разрешени и на вратата застава дребничкият халф Добри Байчев, а „варненци“ доиграват двубоя с 10 души. Година по-късно Тича отново е на финал на шампионата, но пак губи, този път с 0:2 от Славия. През 1938 г. първенството вече се провежда в дивизия от 10 отбора, които играят по два пъти на разменено гостуване. Тича се представя най-силно и най-постоянно през сезона и завършва на първо място, на три точки пред Владислав (Варна), печелейки първата и единствена титла в своята история.
- Шампионски състав от 1938 г.
  - Вратари: Иван Сарайдаров, Иван Калдеринов
  - Защитници: Гарабед Гарабедов, Иван Неофитов, Никола Ризов, Георги Сотиров, Оник Харипян
  - Халфове: Добри Байчев, Стефан Калъчев, Атанас Ковачев, Мильо Парушев, Георги Радев, Илия Собаджиев, Димитър Страков, Вили Петков (капитан)
  - Нападатели: Янко Абаджиев, Пейчо Кожухаров, Иван Гочев, Стефан Добрев, Илия Дончев, Борис Кирилов, Владимир Пинзов, Панайот Розов, Никола Халачев

След промените в България, настъпили на 9 септември 1944 г., футболът в България променя самостоятелно си развитие, зависещо единствено от волята на клубните деятели и състезатели. През 1945 г. новата власт обединява „Тича“ с „Владислав“ под името „Тича-Владислав“ и на практика създава настоящия футболен клуб „Черно море“.

## Успехи
Първенство на България по футбол
- Шампион – 1938
- Вицешампион (2 пъти) – 1935[7] и 1936[8]
- Бронзов медалист – 1939[9]

Шампионат на ВОСО
- Победител (3 пъти) – 1935, 1936, 1943

Градска купа на Варна
- Носител (5 пъти) – 1932, 1937, 1938, 1939, 1940

## Известни футболисти
- Борис Тончев
- Боян Бянов
- Никола Люцканов
- Стефан Тончев
- Борис Петров
- Вили Петков
- Иван Найденов
- Владимир Пинзов
- Гарабед Гарабедов – Гальо
- Никола Халачев
- Панайот Розов – Ноната
- Стефан Калъчев

## Екипи
Първоначалният екип на „Тича“ е черни гащета, бели ризи и вратовръзки. От 1919 г. гащетата и чорапите са черни, а фланелките лилаво-бежови, като цветовете са разположени диагонално. Първият си червен екип „тичанци“ получават след 1920 г. Той им е подарък от капитан на английски кораб, с чийто екипаж „Тича“ провежда приятелска среща. Оттогава до края на своето самостоятелно съществуване, клубните цветове на отбора са червено и бяло.
По време на шампионската си 1938 г., „Тича“ играе с червени гащета и бяло-червени фланелки на хоризонтално райе. Екипът е закупен преди началото на сезона от текстилна фабрика в Габрово за 100 долара. Парите са осигурени от тичалията Никола Тодоров, който по това време живее и работи в Сан Франциско.

## Химн
Хайде, тичанци, ние да вървим,

към нашето мило игрище.

Там ни чака наш'та мила топка,

там ни чака наш'та мила топка.

Лаври и победи да берем,

бъдещето ние да ковем.

Знамето на „Тича“ нек се вее,

Варна нек да се гордее.

Да издигнем ние на висота

туй красиво име на спорта.

В здраво тяло, здрав дух да калиме,

на България да го подариме.